# Mount Ida (Wisconsin)
Mount Ida – miasto w Stanach Zjednoczonych, w stanie Wisconsin, w hrabstwie Grant.